# میکلا پززتی
میکلا پزتی (زاده ۲۷ ژانویه ۱۹۹۱) کاراته کار زن ایتالیایی است که دو بار در مسابقات کاراته اروپا در سطح بزرگسالان قهرمان اروپا شده است. 